# Корбит, Егор Евгеньевич
Егор Евгеньевич Корбит (род. 28 марта 2000, Пенза) — российский хоккеист, нападающий.

## Биография
Старший брат хоккеиста Прохора Корбита. Родился в Пензе, в возрасте двух лет с родителями переехал в подмосковный Чехов, стал заниматься хоккеем в построенном в 2004 году напротив дома ЛХЦ «Витязь». Первый тренер в «Витязе» — Пётр Аникиев. Также занимался боксом. Из чеховского «Витязя», игравшего в чемпионате Московской области, перешёл в подольский «Витязь» из Открытого первенства Москвы. После этого я вернулся в Чехов, где играл за старший год. В 2016 году перешёл в систему ЦСКА. С сезона 2017/18 стал играть за команду МХЛ «Красная армия», в следующем сезоне провёл две игры за «Звезду» в ВХЛ. Перед сезоном 2022/23 перешёл в «Ростов», 6 июля 2023 года продлил контракт. 23 декабря 2023 года был обменян на денежную компенсацию в «Нефтехимик». 29 декабря в гостевом матче с «Адмиралом» (4:3) дебютировал в КХЛ. Брат Прохор остался в запасе «Адмирала», а Егор забросил одну шайбу.